# The Widow
The Widow (englisch für Die Witwe) ist eine im Auftrag des Streaming-Portals Prime Video (Amazon) und des britischen Fernsehsenders ITV produzierte britische Fernseh-Miniserie von 2019. Sie erzählt von der britischen Ex-Offizierin Georgia (gespielt von Kate Beckinsale), die in einem Nachrichtenbeitrag ihren offiziell vor drei Jahren bei einem Flugzeugabsturz im Kongo getöteten Mann zu erkennen meint und auf der Suche nach ihm nun selbst nach Afrika reist. Weitere Hauptrollen spielen Alex Kingston, Babs Olusanmokun, Charles Dance, Luiana Bonfim, Ólafur Darri Ólafsson und Jacky Ido.
Außerhalb des Vereinigten Königreichs veröffentlichte Amazon die Serie am 1. März 2019 per Subscription-Video-on-Demand auf Prime Video.

## Handlung

### Episoden 1 bis 4
Georgia Wells ist eine junge britische Ex-Militäroffizierin, die zwei Jahre vor Handlungsbeginn wegen des plötzlichen Tods ihres Babys einen Suizidversuch unternommen hat. Ihr Ehemann Will arbeitet für die britische Hilfsorganisation DRC AID, die in der Demokratischen Republik Kongo tätig ist. Eines Tages stürzt ein Flugzeug auf einem Inlandsflug von Goma nach Kinshasa über dem Dschungel ab. Offiziellen Angaben zufolge sterben dabei er und die meisten anderen der über 80 Passagiere.
Die Haupthandlung setzt etwa drei Jahre nach dem Absturz ein. Georgia erfährt aus dem Fernsehen von gewalttätigen Unruhen in Kinshasa und sieht in den Aufnahmen einen Mann von hinten, der ihrem seit drei Jahren totgeglaubten Mann sehr ähnelt. Sie fliegt deshalb nach Kinshasa und beginnt gemeinsam mit dem Einheimischen Emmanuel Kazadi, der bei dem Flugunfall seine damals schwangere Frau Gaëlle verloren hat, nach Will zu suchen. Dazu verfolgen sie die Spur des als „Mr. Tequila“ bekannten Südafrikaners Pieter Bello, der auf den Fernsehaufnahmen bewaffnet mit dem mutmaßlichen Will zu sehen ist. Georgias Überzeugung, dass Will noch lebt, wächst, als ihr anonym ein Mietwagen gebracht wird, in dem sie die offensichtlich von Will stammende Aufforderung „Go Home“ findet. Wenig später stirbt Emmanuel vor Georgias Augen durch eine in jenem Auto platzierte Autobombe, von der sie glaubt, dass sie ihr gegolten hat. Während sich Will aus der DR Kongo über die Grenze nach Ruanda schmuggeln lässt, fliegt Georgia nach Goma an der ruandischen Grenze. Judith Gray, die Leiterin von DRC AID, begleitet sie bis dorthin und informiert sie erst jetzt darüber, dass Will vor seinem Verschwinden wohl eine geheime Liebesaffäre mit der Frau eines kongolesischen Generals hatte. Georgia begleitet drei Mitglieder einer medizinischen Hilfsorganisation in das von der Miliz Mai-Mai auch mit Kindersoldaten beherrschte Gebiet in Südkivu, wohin Bellos Spur sie führt. Georgia kann Bello in einer regierungseigenen Coltan-Mine aufspüren, die er mit den Mai-Mai kurz zuvor hat überfallen lassen.
Währenddessen freundet sich in Rotterdam der blinde Isländer Ariel Helgason mit der ebenfalls blinden Frau Beatrix an, der er mitteilt, als Passagier beim Absturz des Flugzeugs vor drei Jahren im Kongo sein Augenlicht verloren zu haben. Als Beatrix einen Widerspruch in seiner Aussage herausfindet, enthüllt Ariel ihr, dass die offizielle Absturzursache, ein technischer Defekt, falsch und tatsächlich eine Bombe ursächlich für den Absturz sei: Sie befand sich in einem Laptop, den eine schwangere Frau mit an Bord genommen hatte. Eine andere Frau, Dominique, half ihm, von der Absturzstelle zu entkommen. Nachdem er in einem Zeitungsartikel denjenigen Militäroffizier wiedererkannt hatte, der der Schwangeren in Goma die Tasche mit dem Laptop gegeben hatte, kam er zu der Überzeugung, dass die Absturzursache vertuscht und Dominique wohl getötet worden ist – Informationen, die er seitdem inkognito zum Selbstschutz für sich behalten hat. In Rotterdam wendet sich Martin Benson, Georgias Bekannter vom militärischen Geheimdienst, hilfesuchend wegen des Flugzeugabsturzes an ihn, nachdem Georgia Benson um Hilfe bei der Suche nach Will gebeten hatte. Benson erfährt von ihm etwas über den Militäroffizier, den er einst auf dem Flughafen von Goma gesehen hatte. Ariel bietet Benson an, mit in den Kongo zu reisen, um dort den Militäroffizier anhand seiner Stimme, die er sich gemerkt hat, zu identifizieren, und als Mörder der Absturzopfer zu überführen.

### Episoden 5 bis 8
In einer Rückblende auf sieben Jahre zuvor wird deutlich, wie Judith Gray kurz nach dem Tod ihrer Mutter auf eine Erbschleicherin hereinfällt und dabei viel Geld verliert. Verbittert über die erlebte Herzlosigkeit und in Ermangelung von Geld lässt sie sich in Kinshasa auf eine Kooperation mit dem korrupten Luftstreitkräfte-General Azikiwe ein. Azikiwe will aus Profitgier Coltan aus einer staatlichen kongolesischen Mine nach Ruanda schmuggeln und dort steuerfrei verkaufen. Gray soll regelmäßige Schmuggelfahrten durchführen und sich dabei von Azikiwes Verbündetem, dem Söldner Pieter Bello, helfen lassen.
In der Gegenwart nach Kinshasa zurückgekehrt, wird Judith Gray von Azikiwes Helfer Sidney niedergestochen und schwer verletzt. Georgia erschießt indes Bello im Affekt und nimmt aus Mitleid die Kindersoldatin Adidja mit. Nach der Erkenntnis, dass sich in der Anrufliste von Bellos Handy auch Judith Grays Name befindet, fliegt sie mit Adidja zurück nach Kinshasa. In Grays Haus trifft Georgia auf Helgason und Benson, der ihr mitteilt, dass Gray tot sei. Als Adidja merkt, dass Will gesucht wird, nennt sie ein Dorf im Osten des Landes, das sie bei einem Videotelefonat Bellos mit Will gehört hatte. Georgia begibt sich deshalb mit Adidja dorthin, jedoch ohne Will zu finden. Unterdessen identifiziert Benson mit Helgason Azikiwe als den gesuchten Offizier. Weil Azikiwe dabei auch Helgason wiedersieht, lässt er Helgason durch Sidney ermorden. 
Georgia, zurück in Kinshasa, und Benson konfrontieren Sidney mit ihrer Überzeugung, dass er Bello dabei geholfen hat, sich gegen Azikiwe zu wenden, die Coltan-Mine zu übernehmen und Gray zu ermorden. Im Gegenzug nennt er einen Ort in Ruanda, an dem sich Will aufhält. Als Azikiwe hört, dass Sidney ihn hintergangen hat, erschießt er ihn. Während Benson in Kinshasa nach der weggelaufenen Adidja sucht, begibt sich Georgia nach Ruanda, wo sie Will findet. Von ihm erfährt sie, wie er Bello über die gemeinsame Bekannte Gray kennenlernte und sein Vertrauen gewann, indem er ihm einen Weg aufzeigte, seinen Verdienstanteil am Coltan-Schmuggel zu erhöhen. Azikiwe wollte das Flugzeug abstürzen lassen, nur um einen darin reisenden Politiker aus dem Weg zu räumen, der ihm den Coltan-Verkauf in Ruanda erschweren wollte. Obwohl auf der Passagierliste stehend, hat Will das Flugzeug in Goma nicht bestiegen, da Bello ihn davor gewarnt hatte. Will hat den Politiker am Flughafen gesehen und sich nie als Überlebender zu erkennen gegeben, weil er sich als Mitwisser von Azikiwes Plan in Lebensgefahr sah. Seitdem hat er sich mit Bellos Hilfe versteckt und wurde ungewollt in Kinshasa gefilmt, nachdem Bello ihm in einer dortigen Bank Schweigegeld gegeben hat. Bello hat begonnen, Azikiwe zu hintergehen, weil er, seit kurzem HIV-positiv, mehr Geld für medizinische Behandlungskosten brauchte. Georgia ist erschüttert, als sie erfährt, dass Will inzwischen mit einer einheimischen Frau ein Kind bekommen hat.
Indes kehrt Adidja in das Haus von Gray zurück. Azikiwe hat Gray für tot erklären lassen, obwohl sie noch lebt. Über Bellos Handy hat sie Kontakt mit Georgia, die ihr die Adresse von Will gibt, und dafür den Aufenthaltsort der von Gray entführten Adidja erhält. Gray gibt die Adresse an Azikiwe weiter, der zwei Männer nach Ruanda schickt, um Will zu ermorden, jedoch stellt sich die Adresse als falsch heraus. Georgia und Benson informieren die Hinterbliebenen der Absturzopfer über Azikiwe als Schuldigen. Mit den dadurch entstandenen öffentlichen Protesten vor Azikiwes Haus bewegt Georgia Will dazu, vor Gericht Beweise gegen Azikiwe und Gray zu liefern. Die Polizei verhaftet daraufhin Gray, Azikiwe entzieht sich der Festnahme durch Suizid. Zurück in Wales, adoptiert Georgia Adidja.

## Produktion
Die Serie wurde unter anderem in Südafrika gedreht, nicht jedoch am Hauptschauplatz Kongo.

## Veröffentlichung
Ursprünglich war bekannt gegeben worden, dass die Serie im Vereinigten Königreich auf dem Fernsehsender ITV erstausgestrahlt und in über 200 anderen Staaten bei Amazons VoD-Dienst Prime Video erscheinen werde. Bis zum 1. März 2019, als Amazon die Serie außerhalb des Vereinigten Königreichs bei Prime Video veröffentlichte – darunter auch in Deutschland –, gab es aber noch keine Ausstrahlung der Serie bei ITV, bis zum 4. März war auch noch kein entsprechender Termin bekannt.

## Episoden
| Nr. | Deutscher Titel         | Englischer Originaltitel |
| --- | ----------------------- | ------------------------ |
| 1   | Mr. Tequila             | Mr. Tequila              |
| 2   | Der grüne Löwe          | Green Lion               |
| 3   | Die Überlebenden        | The Survivors            |
| 4   | Violet                  | Violet                   |
| 5   | Verloren                | Poteza                   |
| 6   | Die Spinne und das Netz | The Spider and the Web   |
| 7   | Will                    | Will                     |
| 8   | Nigel                   | Nigel                    |

## Kritik
Kritiker lobten die Serie als unterhaltsam sowie für Schauwerte, Inszenierung und technische Umsetzung, bemängelten die erzählte Geschichte aber – nicht zuletzt wegen der zahlreichen Nebenhandlungsstränge – als zu konstruiert wirkend und monierten, dass die Serie vorrangig dem Schaulaufen Kate Beckinsales diene. Die Kritiker der US-Magazine The Atlantic und The Hollywood Reporter waren nicht besonders angetan und nannten sie vorhersehbar bzw. lächerlich. Kritiker beanstandeten überdies das von der Serie vermittelte Bild von Afrika, Doris Priesching etwa nannte es in der Zeitung Der Standard stereotyp, Sophie Gilbert von The Atlantic sprach in dem Zusammenhang von Klischees. In der FAZ kritisierte Oliver Jungen, dass die afrikanischen Schauspieler unverständlicherweise nur in der zweiten Reihe stünden. Robert Lloyd rückte die Serie in der Los Angeles Times wegen ihrer Zentriertheit auf weiße Figuren in einer nicht-weißen Umgebung in die Nähe eines Films über einen White savior.